# Rajd Pneumant 1972
Rajd Pneumant 1972 (12. Rallye DDR – Pneumant Rallye 1972) – 12. edycja rajdu samochodowego Rajd Pneumant rozgrywanego we NRD. Rozgrywany był od 15 do 18 marca 1972 roku. Była to piąta runda Rajdowych Mistrzostw Europy w roku 1972, druga runda Rajdowych Mistrzostw NRD oraz runda Rajdowych Mistrzostw Francji.

## Klasyfikacja rajdu
| Miejsce                      | Kierowca                     | Pilot                        | Samochód                     | Czas                         | Strata                       |                              |
| Klasyfikacja generalna i ERC | Klasyfikacja generalna i ERC | Klasyfikacja generalna i ERC | Klasyfikacja generalna i ERC | Klasyfikacja generalna i ERC | Klasyfikacja generalna i ERC | Klasyfikacja generalna i ERC |
| ---------------------------- | ---------------------------- | ---------------------------- | ---------------------------- | ---------------------------- | ---------------------------- | ---------------------------- |
| 1.                           | Sobiesław Zasada             | Andrzej Komorowski           | Porsche 911 S                | 9                            | 0.0                          |                              |
| 2.                           | Adam Smorawiński             | Andrzej Zembrzuski           | BMW 2002 Ti                  | 1:46                         | +1:36                        |                              |
| 3.                           | Peter Hommel                 | Günter Bork                  | Wartburg 353                 | 2:03                         | +1:53                        |                              |
| 4.                           | Günter Gries                 | Harald Würfel                | Wartburg 353                 | 2:38                         | +2:28                        |                              |
| 5.                           | Helmut Piehler               | Lothar Sachse                | Trabant P601                 | 2:49                         | +2:40                        |                              |
| 6.                           | Horst Hohlheimer             | Rudolf Huber                 | Fiat 128 Rally               | 3:08                         | +2:58                        |                              |
| 7.                           | Volker Kunze                 | Peter Mausfeld               | Porsche 911 T                | 3:12                         | +3:03                        |                              |
| 8.                           | Horst Hense                  | Ernst Bomhard                | BMW 2800                     | 3:18                         | +3:09                        |                              |
| 9.                           | Hans-Michael Jelsdorf        | Mogens Gliese                | Opel Kadett Rallye           | 3:21                         | +3:11                        |                              |
| 10.                          | Sven-Erik Svensson           | Hans-Erik Sylvan             | Porsche 911                  | 4:12                         | +4:03                        |                              |